# ベントン郡 (テネシー州)
ベントン郡（英: Benton County）は、アメリカ合衆国テネシー州の北西部に位置する郡である。2010年国勢調査での人口は16,489人であり、2000年の16,537人から0.3%減少した。郡庁所在地はカムデン市（人口3,582人）であり、同郡で人口最大の都市でもある。
ベントン郡はテネシー州北西部にあり、テネシー川の西支流に接し、ケンタッキー州との州境からは30マイル (50 km) 南にある。郡庁所在地のカムデン以外に農業の町であるビッグサンディとホラデイがある。カモ猟と釣りで知られ、過去にはソーガムを栽培していたが、現在は作っていない。

## 歴史
ベントン郡は1835年にハンフリーズ郡から分離して設立された。郡名は地域の初期開拓者であり、クリーク戦争のときは民兵第3連隊に所属したデイビッド・ベントン（1779年-1860年）に因んで名付けられた。

## 地理
アメリカ合衆国国勢調査局に拠れば、郡域全面積は436平方マイル (1,129.2 km2)であり、このうち陸地395平方マイル (1,023.0 km2)、水域は41平方マイル (106.2 km2)で水域率は9.48%である。

### 隣接する郡
- スチュアート郡 - 北東
- ヒューストン郡 - 北東
- ハンフリーズ郡 - 東
- ペリー郡 - 南東
- ディケーター郡 - 南
- キャロル郡 - 西
- ヘンリー郡 - 北西

### 国立保護地域
- テネシー国立野生生物保護区（部分）

### 公園とレクリエーション
- ネイサン・ベッドフォード森林州立公園
- ナチェズ・トレース州立公園

## 人口動態

人口ピラミッド

以下は2000年の国勢調査による人口統計データである。
| 基礎データ - 人口: 16,537人 - 世帯数: 6,863 世帯 - 家族数: 4,886 家族 - 人口密度: 16人/km2（42人/mi2） - 住居数: 8,595軒 - 住居密度: 8軒/km2（22軒/mi2） 人種別人口構成 - 白人: 96.44% - アフリカン・アメリカン: 2.10% - ネイティブ・アメリカン: 0.33% - アジア人: 0.24% - その他の人種: 0.20% - 混血: 0.69% - ヒスパニック・ラテン系: 0.95% | 年齢別人口構成 - 18歳未満: 22.0% - 18-24歳: 7.0% - 25-44歳: 26.2% - 45-64歳: 27.0% - 65歳以上: 17.7% - 年齢の中央値: 42歳 - 性比（女性100人あたり男性の人口） - 総人口: 93.8 - 18歳以上: 91.4 世帯と家族（対世帯数） - 18歳未満の子供がいる: 27.3% - 結婚・同居している夫婦: 58.1% - 未婚・離婚・死別女性が世帯主: 9.5% - 非家族世帯: 28.8% - 単身世帯: 25.7% - 65歳以上の老人1人暮らし: 12.3% - 平均構成人数 - 世帯: 2.37人 - 家族: 2.82人 | 収入と家計 - 収入の中央値 - 世帯: 28,679米ドル - 家族: 32,727米ドル - 性別 - 男性: 29,177米ドル - 女性: 19,038米ドル - 人口1人あたり収入: 14,646米ドル - 貧困線以下 - 対人口: 15.6% - 対家族数: 11.9% - 18歳未満: 23.9% - 65歳以上: 11.7% |

## 都市と町
- ビッグサンディ
- カムデン - 郡庁所在地
- エバ、未編入の町
- ホラデイ、未編入の町

## メディア
郡内にはFM3局、AM2局のラジオ局が放送を流している。新聞はテネシー・マグネット出版が「カムデン・クロニクル」を発行している。